# ابل مورنو
ابل مورنو (انگلیسی: Abel Moreno؛ زادهٔ ۱۹ فوریهٔ ۱۹۹۵) بازیکن فوتبال اهل اسپانیا است.
از باشگاه‌هایی که در آن بازی کرده‌است می‌توان به باشگاه فوتبال کوردوبا اشاره کرد.